# Так, Морган
Морган Так (англ. Morgan Tuck; родилась 30 апреля 1994 года, Гранд-Рапидс, штат Мичиган, США) — американская профессиональная баскетболистка, выступала в женской национальной баскетбольной ассоциации. Была выбрана на драфте ВНБА 2016 года в первом раунде под третьим номером командой «Коннектикут Сан». Играла на позиции тяжёлого форварда.

## Ранние годы
Морган родилась 30 апреля 1994 года в городе Гранд-Рапидс (штат Мичиган) в семье Дэвида и Лидии Так, у неё есть сестра, Тейлор. В детстве её семья переехала в город Болингбрук, юго-западный пригород Чикаго (штат Иллинойс), где она посещала одноимённую среднюю школу, в которой выступала за местную баскетбольную команду.